# Storbritanniens nationer efter areal
Den følgende tabel over Storbritanniens nationer efter areal, hvor områderne er inddelt efter regionerne i England.
| Rangering' | Navn | Areal |
| 1          | England South West East of England South East East Midlands Yorkshire and the Humber North West West Midlands North East London Total | 23.837 km² 19.120 km² 19.096 km² 15.627 km² 15.420 km² 14.165 km² 12.998 km² 8.592 km² 1.572 km² 130.427 km² |
| 2          | Skotland | 78.772 km²                                                                                                   |
| 3          | Wales | 20.778 km²                                                                                                   |
| 4          | Nordirland | 13.843 km²                                                                                                   |
|            | United Kingdom | 243.820 km²                                                                                                  |